# Sophie Pataky

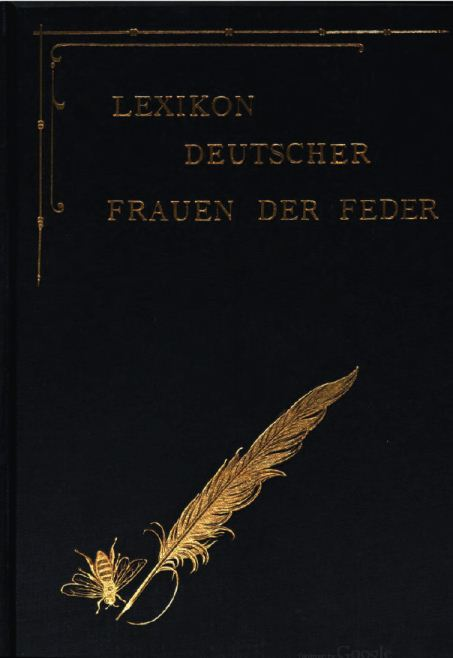
Lexikon deutscher Frauen der Feder (Buchdeckel)

Sophie Caroline Pataky geb. Stipek (geboren 5. April 1860 in Podiebrad, Kaisertum Österreich; gestorben 24. Januar 1915 in Meran, Österreich-Ungarn) war eine österreichische Bibliografin. Mit ihrem zweibändigen Lexikon deutscher Frauen der Feder erschien 1898 das erste von einer Frau herausgegebene deutschsprachige Schriftstellerinnenlexikon.

## Leben

### Herkunft und frühe Jahre
Der Vater Dionis Štípek war tschechischer Gutsverwalter im Schloss Poděbrad in Böhmen, die Mutter war eine Tochter des ungarischen Gutsverwalters István (Sebastian) Szabadfy auf einem Schloss der Fürsten von Batthyany. Der spätere General Theodor Stipek war wahrscheinlich ein Bruder.
Über das frühe Leben von Sophie Pataky gibt es bislang keine Informationen. Sie lernte den Zeitschriftenverleger Carl Pataky wahrscheinlich in Wien kennen und heiratete ihn nach 1880. 
1896 lebten sie in Berlin. Sophie Pataky gab an, dass sie in dieser Zeit vor allem als Hausfrau und mit „Familienpflichten“ vollständig in Anspruch genommen gewesen sei.

### Schriftstellerinnenlexikon
Im September 1896 nahm sie am Internationalen Frauen-Kongress im Berliner Rathaus teil. Dadurch wurde sie auf die Frauenfrage aufmerksam, die ihr bis dahin nicht bewusst gewesen war.
Sie entschied sich daraufhin, ein Schriftstellerinnen-Lexikon zusammenzustellen, und recherchierte dafür intensiv.
Sie nahm Kontakt zu zahlreichen Autorinnen auf und erhielt von ihnen Informationen zu deren Biographien. Dazu ließ sie sich jeweils einige Werke von ihnen schicken, um diese kennenzulernen. Auf diese Weise entstand eine Bibliothek von ca. 1.700 Büchern. Die Schriftstellerin Anna von Krane warf ihr daraufhin in einem Briefwechsel vor, sie würde sich an den kostenlos zugesandten Werken bereichern. Sophie Pataky schenkte jedoch im Jahr 1900 diese umfangreiche Büchersammlung der Bibliothek des Kaufmännischen Hilfsvereins für weibliche Angestellte in Berlin, deren Bestand später in die Berliner Stadtbibliothek überging.
Anfang 1898 veröffentlichte Sophie Pataky ihr zweibändiges Werk Lexikon deutscher Frauen der Feder, das eine gute Resonanz erhielt.
Von 1898 bis etwa 1904 war Sophie Pataky Mitglied im Deutschen Schriftstellerinnenbund.

### Letzte Jahre
Ab 1907 lebten Sophie und Carl Pataky in Meran in Südtirol, wo sie die Villa Steffihof in Untermais erwarben und bewohnten. Sophie Pataky starb am 24. Januar 1915 in ihrem Haus in Untermais an einem Gehirnschlag und wurde am 26. Januar 1915 auf dem örtlichen katholischen Friedhof begraben. In ihrem Testament vermachte sie der Städtischen Heilanstalt in Meran 20.000 Kronen und dem Maiser Versorgungshaus 10.000 Kronen.

## Lexikon deutscher Frauen der Feder

### Entstehung
Sophie Pataky begann im Herbst 1896, Material über schreibende Frauen zu sammeln. Das letzte Lexikon über Autorinnen war 1823/25 erschienen. Ihr Ziel war es, „die schreibende Frau überhaupt, gleichviel in welcher Form sie ihre geistige Tätigkeit mit der Feder zum Ausdruck bringt“, im Buch zu erfassen. Sophie Pataky suchte besonders in Zeitschriften und Prospekten nach Namen und schrieb dann die Buch- und Zeitschriftenverlage mit der Bitte um Vermittlung an. Die Reaktionen darauf erfolgten häufig nicht, sodass sie zu vielen Autorinnen keinen Kontakt erhielt.
Sophie Pataky hatte geplant, ihr Werk unter dem Titel Lexikon deutscher Schriftstellerinnen herauszubringen.
Sie änderte den Titel jedoch, als einige Frauen eine Zuarbeit verweigerten, da sie sich nicht als richtige Schriftstellerinnen begriffen.
Innerhalb von 1¼ Jahren ermittelte Sophie Pataky Angaben zu über 5.000 Frauen. Es bleibt etwas rätselhaft, wie dieses in so kurzer Zeit niedergeschrieben werden konnte. Wahrscheinlich erhielt sie Unterstützung von anderen Personen bei der Erstellung des Textes. 
Im Januar 1898 verfasste sie das Vorwort. Bald danach erschien der erste Band im Verlag ihres Mannes sowie kurz darauf der zweite Band. Beide Bände wurden in verschiedenen Zeitschriften positiv rezensiert.
1899 wurden die Rechte des Buches an den Verlag Schuster & Loeffler verkauft, der von einem Schwiegersohn von Carl Pataky geleitet wurde.

### Inhalt
Das Lexikon deutscher Frauen der Feder enthält Angaben zu Schriftstellerinnen von Romanen, Gedichten und weiterer Belletristik, aber auch von Journalistinnen, Reiseschriftstellerinnen, Kochbuchautorinnen und weitere. Damit wurde eine breitere Auswahl getroffen als in anderen Lexika.
Zu vielen Frauen sind nur die Namen und Adressen angegeben. Über einige gibt es ausführliche biographische Angaben, die auf den Selbstauskünften beruhen. Sophie Pataky änderte die subjektive Ich-Form der Briefe bzw. autobiographischen Angaben in eine objektive Sie-Form eines Lexikons. Außerdem nahm sie einige kleinere stilistische Veränderungen vor und kürzte in einigen Fällen. Zusätzlich wurde eine ausführliche Liste mit veröffentlichten Werken der Autorinnen aufgeführt.
Insgesamt gibt es über 6.600 Einträge. Da es zu einigen Autorinnen Einträge unter ihrem Namen und unter ihrem Pseudonym gibt, liegt die tatsächliche Anzahl wahrscheinlich bei etwas über 5.000.

### Bewertungen
Das Lexikon deutscher Frauen der Feder enthält Informationen über viele Autorinnen, über die es heute nur wenige oder überhaupt keine weiteren Informationen gibt. Es bildet ein breites Spektrum schreibender Frauen ab.
Die Angaben beruhen fast ausschließlich auf den Selbstauskünften der Frauen. Somit wurden auch bewusste und unbewusste Ungenauigkeiten und Fehler übernommen. Eine Kontrolle der gemachten Angaben fand nicht statt. Einige Geburtsjahre sind falsch, manche um einige Jahre verschoben, wodurch sich einige Autorinnen jünger darstellen wollten.

### Titel
- Lexikon deutscher Frauen der Feder. Eine Zusammenstellung der seit dem Jahre 1840 erschienenen Werke weiblicher Autoren, nebst Biographieen der lebenden und einem Verzeichnis der Pseudonyme. Herausgegeben von Sophie Pataky. Carl Pataky, Berlin 1898
  - 1. Band: A–L
  - 2. Band: M–Z

Digitalisate
- Deutsches Textarchiv, 1. Band, 2. Band

- Digitalisate Enzyklothek
- Scan bei literature.at: Band 1, Band 2
- Scan von Google Books im Internet Archive: Band 1, Band 2
- E-Text bei zeno.org: Startseite

Neuausgaben
- Lexikon deutscher Frauen der Feder. Vollständiger Neusatz beider Bände in einem Buch, Hofenberg, Berlin 2014, ISBN 978-3-8430-4450-9